# Langsø (Oksbøl)
Langsø är en sjö i Danmark.   Den ligger nordväst om Oksbøl i Varde kommun, Region Syddanmark, i den västra delen av landet, 280 km väster om Köpenhamn. Langsø ligger 4 meter över havet. Arean är 0,31 kvadratkilometer.  I omgivningarna runt Langsø växer i huvudsak blandskog. Den sträcker sig 0,8 kilometer i nord-sydlig riktning, och 0,4 kilometer i öst-västlig riktning.